# Etiene Medeiros
Etiene Pires de Medeiros (Recife, 24 de mayo de 1991) es una nadadora brasileña. Mejor nadadora brasileña de todos los tiempos, Medeiros fue la primera brasileña en ganar una medalla de oro individual en un Campeonato del Mundo y los Juegos Panamericanos, y la primera en ser titular del récord mundial en la era moderna (sólo Maria Lenk en 1939 había logrado esta hazaña).
Campeona y recordista mundial de los 50 metros espalda en el Campeonato Mundial de Natación en Piscina Corta de 2014, celebrado en Doha. En ese mismo mundial formó parte del equipo que conquistó la medalla de oro en 4x50 m medley mixto y del que conquistó medalla de bronce en 4x50 m libre.

## Carrera
Tuvo su primer contacto con las piscinas a los dos años, por motivos de salud. En 2000, a los 8 años, inició su carrera en e Sport Club do Recife. Posteriormente, en 2003, nadó en el Nikita Natação – SESI, donde permaneció durante nueve años, período en el que logró superar varias marcas nacionales e integrar a la selección brasileña. En 2012, decidió dejar su ciudad natal y se trasladó a Río de Janeiro, dando continuidad a los entrenamientos en el Clube de Regatas do Flamengo. En 2013, se transfirió para el club SESI-SP, con Fernando Vanzella como entrenador.
A los 17 años, Etiene fue medalla de plata en los 50 metros espalda, en el Campeonato Mundial Júnior 2008, de la FINA, en México.
En el Campeonato Mundial de Natación de 2009, quedó en el 21..eɽ puesto en los 50 m espalda.
Estuvo en el Campeonato Mundial de Natación en Piscina Corta de 2010, en Dubái, donde quedó 17.ª en los 50 m espalda y 30ª en los 100 m espalda.
Integró la delegación brasileña que participó en el Campeonato Mundial de Natación de 2011 en Shanghái, China, donde quedó 43.ª en los 100 m espalda, con un tiempo de 1m05s18. En los 50 m espalda quedó 25ª; y en los 4 × 100 m medley, su equipo llegó 17.º.

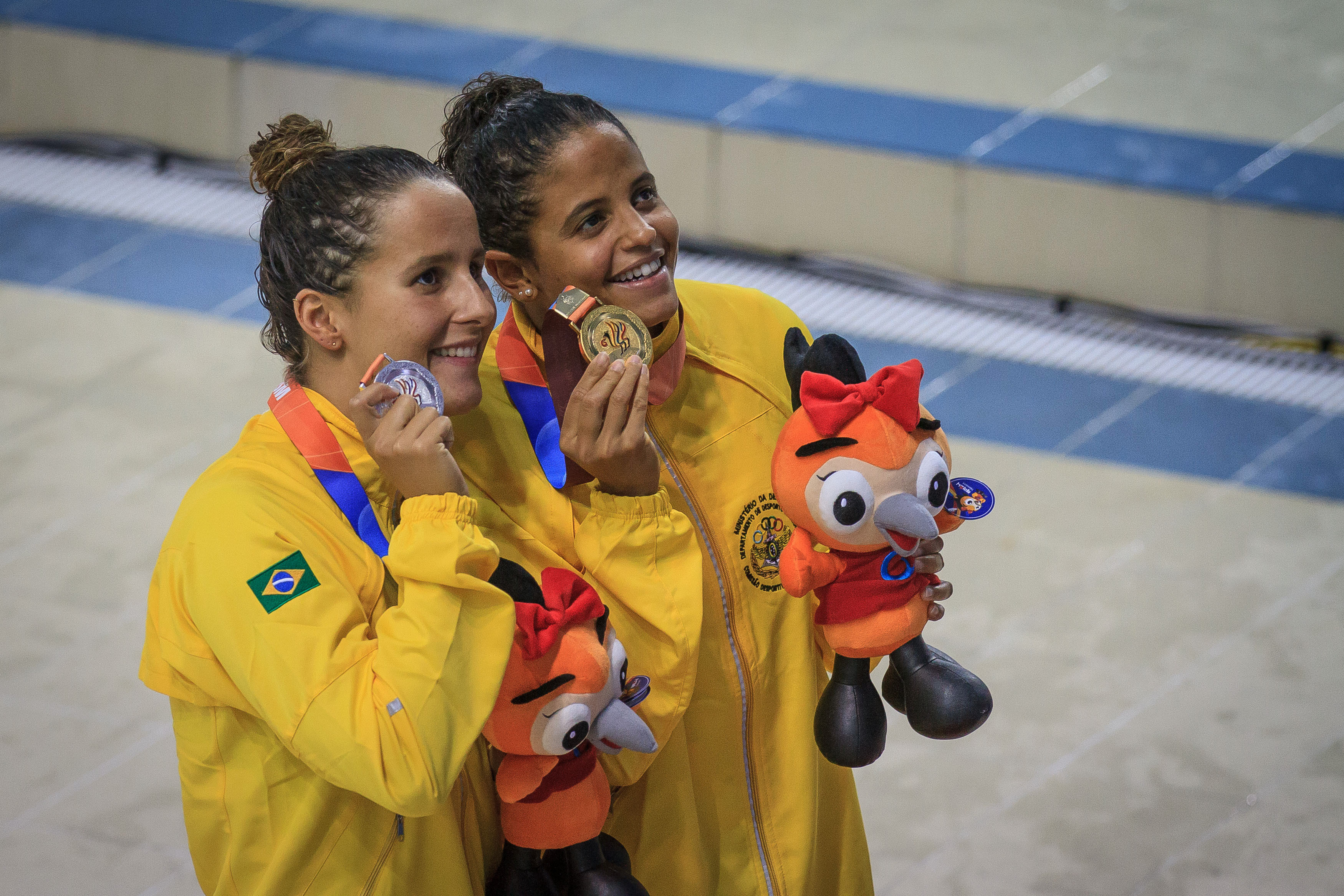
Natalia de Luccas (izquierda) con Etiene Medeiros, 2015

En los Juegos Panamericanos de Guadalajara 2011, Etiene quedó en el 10.º lugar en las eliminatorias de los 100 m espalda, por fuera de la final.
Participó en el Campeonato Mundial de Natación en Piscina Corta de 2012, en Estambul, donde quedó 10.ª en los 50 m espalda y 28ª en los 100 m espalda.
En el Campeonato Mundial de Natación de 2013, en Barcelona, Etiene Medeiros terminó en 4.º lugar en la final de los 50 m espalda, con un tiempo de 27s83, su mejor marca personal hasta el momento, obteniendo la mejor colocación de una nadadora brasileña en Campeonatos Mundiales. Quedó en el 21..eɽ lugar de los 100 m espalda, y en 12.º lugar en 4 × 100 m medley, junto con Daynara de Paula, Larissa Oliveira y Beatriz Travalon.
Etiene ganó medalla de oro en 4 x 100 m medley en los Juegos Suramericanos de 2014 en Santiago de Chile, donde también obtuvo plata en los 100 m espalda y bronce en los 100 m mariposa.

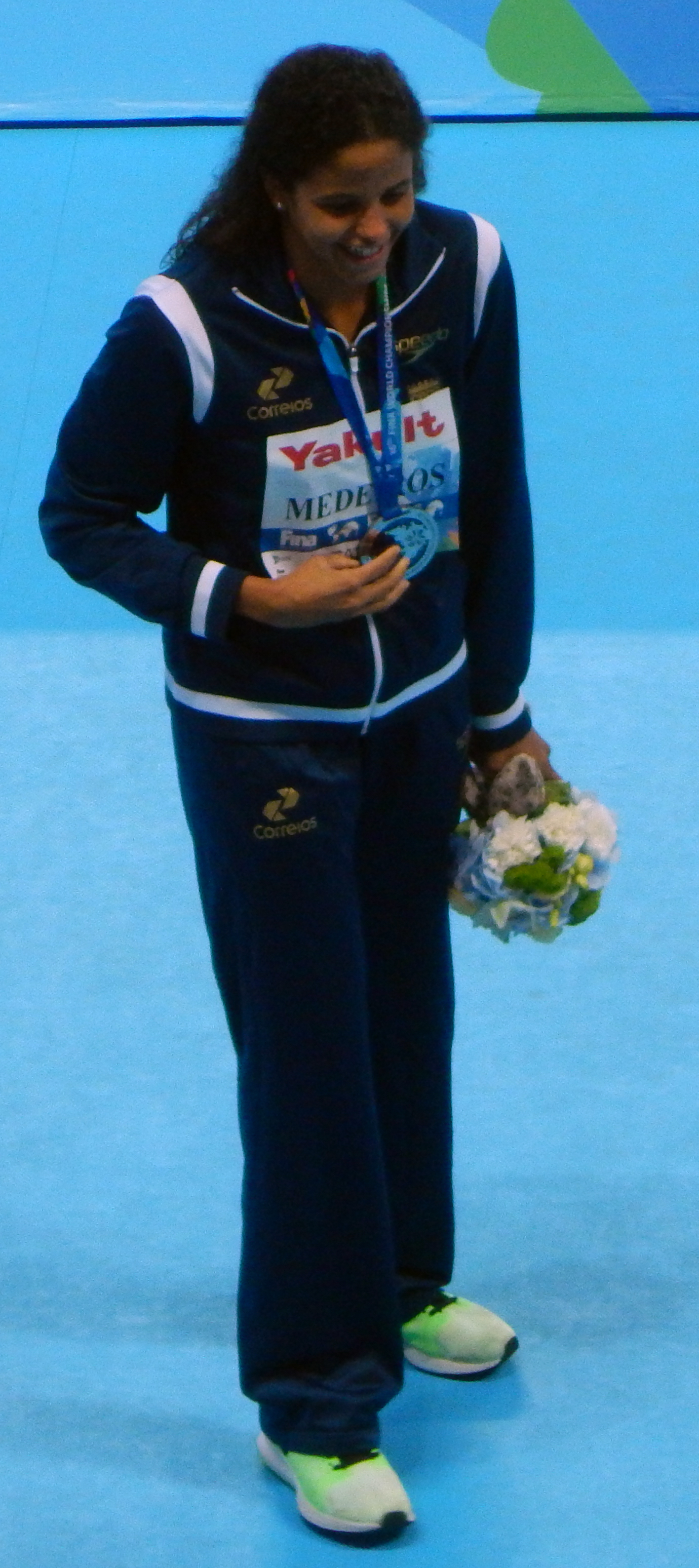
Etiene Medeiros en el Campeonato Mundial de Natación de 2015

En el Campeonato Pan-Pacífico de Natación de 2014, en Gold Coast, Australia, terminó en 5.º lugar en los relevos 4 × 100 m libres, junto con Graciele Herrmann, Daynara de Paula y Alessandra Marchioro; 5.ª en relevos 4 × 100 m medley, junto com Graciele Herrmann, Ana Carla Carvalho y Daynara de Paula; 6.ª en los 50 m libres; 7.ª en los 100 m mariposa y 11.ª en los 100 m espalda.
El 3 de septiembre de 2014, cuando participaba en el Trofeo José Finkel (en piscina corta), en Guaratinguetá, rompió 3 récord suramericanos: en los 50 m libres con 24s15, en los 50 m espalda con 26s41 y en los 100 m espalda con 57s53.
Obtuvo la medalla de oro y el récord mundial en los 50 m espalda – 25s67, en el Campeonato Mundial de Natación en Piscina Corta de 2014 realizado en Doha, Catar, en diciembre del mismo año. También obtuvo en ese mundial otras dos medallas: de oro en relevos mixto 4 × 50 m medley, junto con el equipo brasileño integrado también por Felipe França, Nicholas Santos y Larissa Oliveira); y de bronce en relevos 4 × 50 m livres mixto, junto com César Cielo, João de Lucca y Larissa Oliveira). Em 3 de diciembre de 2014, en los relevos 4 × 50 m medley mixto, Etiene abrió la final con un tempo de 25s83 y Brasil ganó la prueba batiendo el récord sudamericano con tiempo de 1m37s26. El 6 de diciembre siguiente, el tiempo para el bronce en los 4 × 50 m libres mixto, 1m29s17, fue también nuevo récord sudamericano. El récord mundial de Etiene Medeiros en la final de 50 m espalda batió por 3 centésimos la marca de 25s70 de Sanja Jovanović, que perduraba desde 2009. Etiene también rompió 2 veces el récord sudamericano de los 100 m espalda, con 57s13 en la semifinal, terminando en 7.º lugar en la final; y con el equipo de Brasil estableció nuevo récord sudamericano en relevos 4 × 50 m medley, con 1m46s47 en la final, terminando en 5.º lugar.
También en diciembre de 2014, en el Abierto realizado en Río de Janeiro, batió el récord de las 3 Américas en los 50 m espalda en piscina larga, con un tiempo de 27s37. Con ese resultado, Etiene asumió el tope del ranking de 2014 en los 50 m espalda, incluida también la piscina larga. También estableció récord sudamericano en los 50 m libres, con un tiempo de 24s74.
En los Juegos Panamericanos de 2015 en Toronto, Medeiros hizo historia otra vez, ganando la primera medalla de oro en la historia de la natación de las mujeres brasileñas en los Juegos Panamericanos. En los 100 metros espalda, hizo un tiempo de 59.61, un nuevo récord de los Juegos Panamericanos y Sudamericana. Una hora después de que el oro sin precedentes, que ganó la medalla de plata en los 50 metros libre, con un nuevo récord sudamericano, 24.55. En este concurso, Medeiros también ayudó al equipo brasileño en ganar dos medallas de bronce en los 4 × 100 metros libre (esto, rompiendo el récord sudamericano, con un tiempo de 3: 37.39) y 4 × 100 metros medley.
En el Campeonato Mundial de Natación de 2015, en Kazán, en los 50 metros espalda, Etiene rompió otro paradigma al convertirse en la primera mujer brasileña para subir al podio de los Campeonatos del Mundo en largo curso. Ella ganó la medalla de plata, superando el récord de las Américas con un tiempo de 27.26. En los 100 metros espalda, que estuvo a punto de ir a la final, terminando en noveno lugar, con un tiempo de 59.97. También terminó 11.º en los 4 × 100 metros libre; 14.º en los 4 × 100 m medley, y 16.º en los 50 metros libre.
En el Abierto celebrado en Palhoça en diciembre de 2015, superó el récord sudamericano en los 100 metros libres, con un tiempo de 54s26.
En los Juegos Olímpicos de verano de 2016, Etiene fue a la final olímpica de los 50 metros libres, terminando en octavo lugar. En la semifinal, batió el récord sudamericano de la carrera, con la marca de 24s45. Ella también fue a la semifinal de los 100 metros estilo libre, terminando en 16; en los 100 metros atrás, no se preparó específicamente para la carrera y terminó en la posición 25. Además, nadó el relevo libre 4 x 100 de Brasil, terminando en el 11.º.
En septiembre de 2016, en el Trofeo José Finkel, batió el récord sudamericano de los 50 metros libres en el pisicna corta con la marca de 23s88. Estuvo a punto de batir el récord de las 3 Américas (23s82 de Dara Torres).
En el Campeonato Mundial de Natación en Piscina Corta de 2016 en Windsor, Canadá, del 6 al 11 de diciembre de 2016, Etiene ganó una medalla de plata y oro. La medalla de plata en el relevo 4x50 medley el 8 de diciembre. Además de Etiene, el equipo brasileño estaba formado por Felipe Lima, Nicholas Santos y Larissa Oliveira. El día 11, Etiene ganó una medalla de oro, ganando el doble campeonato mundial de 50 metros espalda, con el tiempo de 25s82, por delante de su rival principal, el húngara Katinka Hosszú, que terminó la prueba en 25s99. Ella también nadó los 50 metros libre, clasificándose para la semifinal con la marca 24s31, pero abandonó la carrera para centrarse en los otros con los que estaba luchando. También tenía posibilidades reales de ganar medallas en este evento: en septiembre, había anotado 23s88, lo que daría la medalla de plata en esto Mundial si se repitiera.
En el Campeonato Mundial de Natación de 2017, en los 50 m espalda, batió dos veces el récord de las 3 Américas, con un tiempo de 27s18 en las semifinales y 27s14 en la final por su primera medalla de oro. Solo le faltaban 8 milisegundos para superar el récord mundial del chino Zhao Jing, obtenido en la era de los súper ropas. Se convirtió en la primera brasileña en ganar una medalla de oro en el Campeonato Mundial de Natación. También terminó en el puesto 21 en los 50 m estilo libre.
En el Campeonato Mundial de Natación en Piscina Corta de 2018 en Hangzhou, China, Etiene vino a probar el tricampeón mundial seguido de 50 m espalda. Sin embargo, en la semifinal del evento, se resbaló al principio, perdiendo el lugar en la final. Luego, se dedicó a los 50 m libres, donde tuvo el récord sudamericano: Etiene igualó el récord de América en las semifinales, con un tiempo de 23s82, y en la final, ganó una medalla de bronce sin precedentes para Brasil en este semifinal, batiendo el récord de América, con la marca de 23s76. Ella también terminó 21 en los 100 metros espalda.
En el Campeonato Mundial de Natación de 2019 en Gwangju, Corea del Sur, Medeiros ganó la medalla de plata en los 50 m espalda. Fue su tercera medalla consecutiva en este evento, en Campeonatos del Mundo. En los 50 m libres, llegó a intentar una final a desarrollar para los Juegos Olímpicos de 2020. Sin embargo, no logró desarrollar una buena carrera en esta ocasión, finalizando 23°.
En los Juegos Panamericanos de 2019 celebrados en Lima, Perú, Medeiros ganó la segunda medalla de oro en la historia de la natación femenina brasileña (y su segundo oro individual) en los 50 m libre. En total ganó 5 medallas: además del oro, consiguió dos platas en relevos 4×100 m libres femeninos y relevos 4×100 m libres mixtos, y dos bronces en 100 m espalda y relevo 4×100 m combinado femeninos.